# Wilhelm Adolph von Lüderitz
Wilhelm Adolph von Lüderitz, auch Wilhelm Adolf von Lüderitz (* um 1700 in Holstein; † nach 1763), war ein preußischer Oberst.

## Leben

### Herkunft und Familie
Wilhelm Adolph war Angehöriger des altmärkischen Adelsgeschlechts von Lüderitz.

### Werdegang
Lüderitz hatte bereits 30 Jahre in österreichischen Militärdiensten gestanden, als er 1759 als Oberstleutnant in preußische Kriegsdienste wechselte. Mit seinem Übertritt übernahm er das Freibataillon „Rapin“. Bereits im Juli ist jedoch mit 300 Mann und 100 Husaren bei Friedland in Gefangenschaft geraten. Er wurde erst nach dem Friedensschluss freigelassen und hat auch umgehend seinen Abschied mit dem Charakter eines Obersts erhalten.